# Ворона великодзьоба

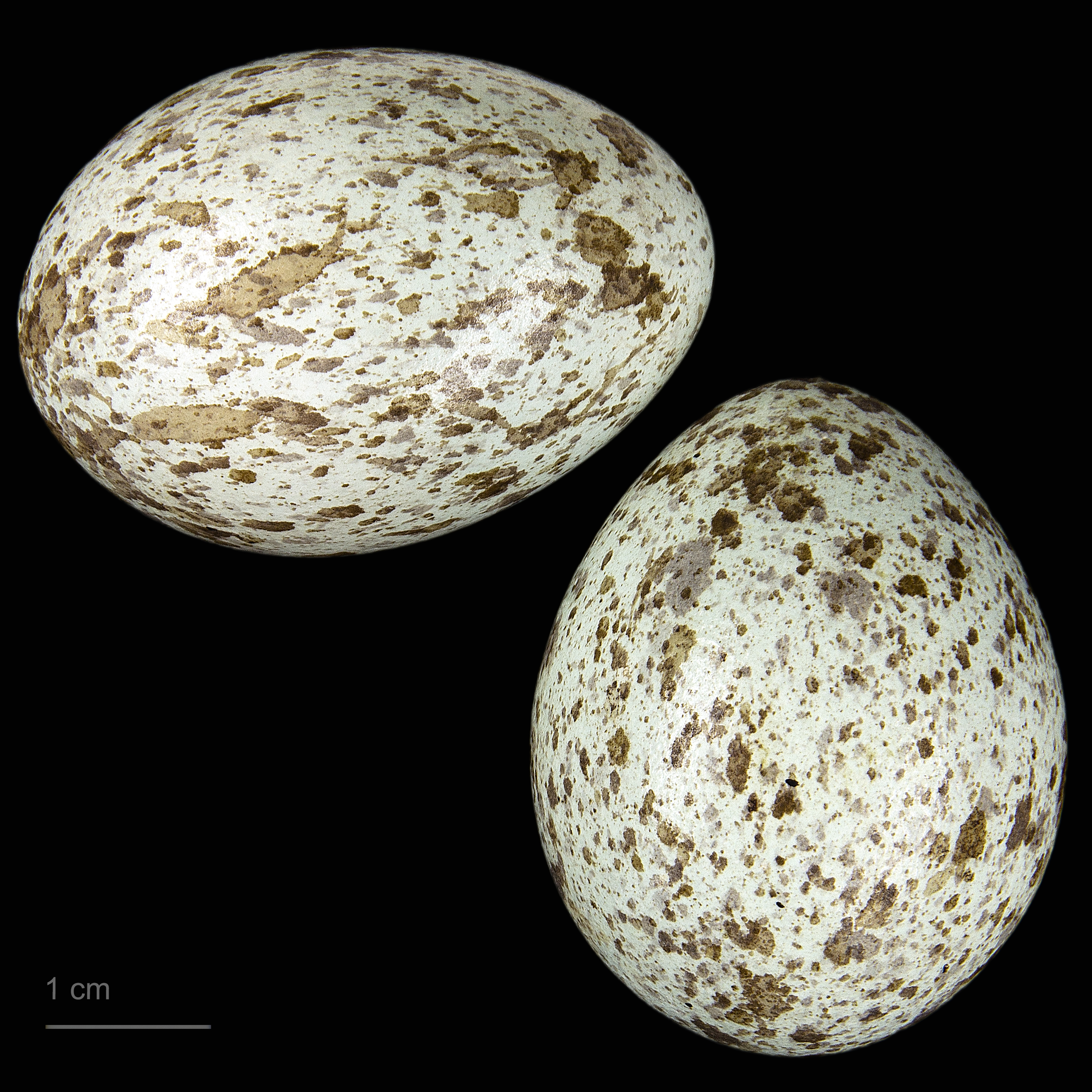
яйце Corvus macrorhynchos - Тулузький музей

Ворона великодзьоба (Corvus macrorhynchos) — вид горобцеподібних птахів роду Крук (Corvus) родини Воронових (Corvidae).
Видовий епітет з грецької перекладається як «великий дзьоб».

## Опис
Довжина: 46-59 см і пропорції тіла однакові в різних регіонах. Дзьоб відносно відносно довгий і товстий. Крила, хвіст, обличчя і горло глянсово-чорні, оперення інших частин тіла темно-сірувате.

## Спосіб життя
Надзвичайно універсальний у живленні, здобуває їжу на землі або на деревах. Всеїдний птах. Це також один з найбільш стійких видів і досить сміливий, особливо в міських районах. На Шрі-Ланці цей вид може бути основним хижаком місцевих дрібних тварин; джунглева ворона має великий досвід у ловлі ящірок, потребуючи тільки 45 хвилин, щоб знайти, зловити і спожити ящірку.
Гніздо будується з гілок, як правило, високо на дереві з перевагою для високих хвойних, як то ялина або сосна. Відкадає зазвичай 3-5 яєць, висиджуює їх протягом 17-19 днів. Пташенята оперяються зазвичай приблизно на 35-й день. В Індії, різні раси джунглевої ворони гніздяться з березня по травень, але на рівнинах деякі з них починають навіть в середині грудня. Гніздо вистелена корінням трави, вовною, ганчірками, рослинними волокнами та іншими подібними матеріалами. Деякі гнізда були знайдені, побудовані частково або винятково з дроту.

## Ареал та середовище існування
Країни поширення: Афганістан, Бутан, Камбоджа, Китай, Індія, Індонезія, Японія, Корейська Народно-Демократична Республіка, Республіка Корея, Лаос, Малайзія, М'янма, Непал, Пакистан, Філіппіни, Російська Федерація, Сінгапур, Тайвань, Таїланд, Східний Тимор, В'єтнам.
Зустрічається в лісах, парках і садах, сільгоспрегіонах, принаймні, з деякими деревами, але птах живе на більш відкритих територіях на півдні ареалу, де не конкурує з круком і чорною вороною (як це є на півночі).